# Мицнефет

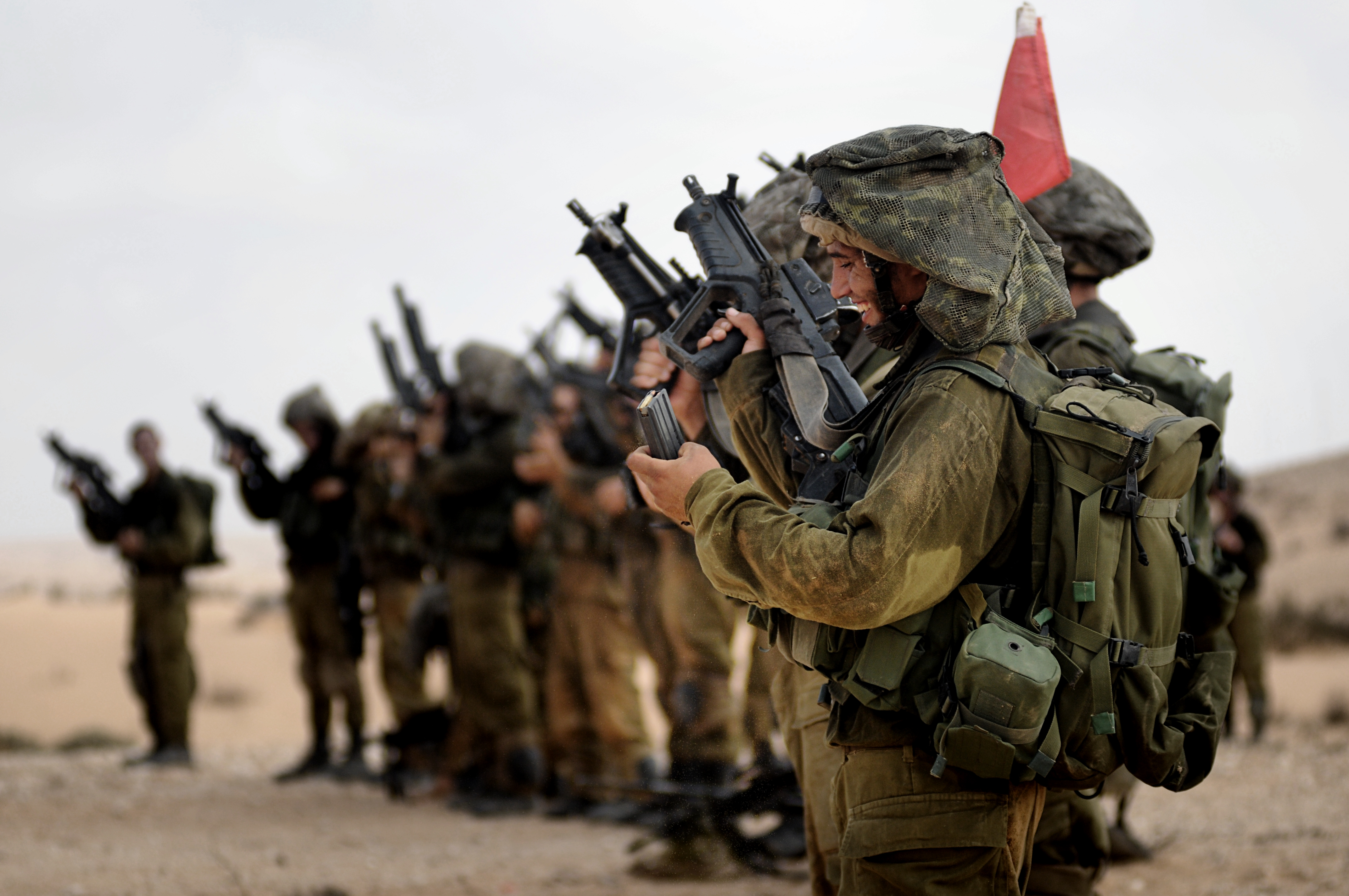
Бойцы регулярной пехотной бригады Гивати в касках с мицнефет

Мицне́фет (ивр. מִצְנֶפֶת‎) — характерный чехол на каску, используемый в Армии обороны Израиля. Представляет собой большой кусок специальной маскировочной сетки, закрепляемый на каске. Сильно «размывает» силуэт головы бойца, особенно на фоне открытой местности (как пустынной, так и лесной). Кроме того, маскирует закрепляемое на каске дополнительное оборудование. Даёт дополнительную тень в жаркую погоду.
Первоначально этим термином назывался головной убор Первосвященника Иудейского, который, очевидно, представлял собой тюрбан (поскольку дословный перевод «мицнефет» — «обёртка», «обёрнутая»).